# Kondasandra, Kolar
Kondasandra là một làng thuộc tehsil Kolar, huyện Kolar, bang Karnataka, Ấn Độ.